# Marcos Antônio Nascimento Santos
Marcos Antônio Nascimento Santos (Maceió, 11 de junio de 1988) es un futbolista brasileño que se desempeña como centrocampista.

## Trayectoria

### Clubes
| Club            | País     | Año         |
| --------------- | -------- | ----------- |
| CSA             | Brasil   | 2005        |
| Kashiwa Reysol  | Japón    | 2006        |
| CRB             | Brasil   | 2007        |
| ASA             | Brasil   | 2008        |
| America         | Brasil   | 2008        |
| Gama            | Brasil   | 2009        |
| CSA             | Brasil   | 2009        |
| TSV 1860 Múnich | Alemania | 2009 - 2010 |
| Boa Esporte     | Brasil   | 2011        |
| CRB             | Brasil   | 2011        |
| Nacional        | Brasil   | 2012        |
| CRB             | Brasil   | 2013        |